# Bessie Smith
Bessie Smith (Chattanooga, Tennessee, 15 de abril de 1894 - Clarksdale, Mississippi, 26 de setembro de 1937) foi uma cantora de blues norte-americana.
Às vezes referida como "A Imperatriz do Blues", Smith foi a mais popular cantora de blues das décadas de 1920 e 1930. Ela é frequentemente considerada como uma das maiores cantoras de sua época e, junto com Louis Armstrong, uma grande influência sobre os vocalistas de jazz posteriores.

## Vida
No censo americano de 1900, a mãe de Bessie Smith, Laura Smith, reportou que Bessie nasceu em Chattanooga, Tennessee em julho de 1892. No entanto, para o censo seguinte de 1910, feito em 16 de abril, sua irmã, Viola Smith, e o fiscal do censo concordaram em registrar seu nascimento como 15 de abril de 1894, o dia precedente ao censo; esta data aparece em todos os seus documentos seguintes, e foi confirmada por toda a família Smith. Também há uma discussão remanescente relacionada aos registros do censo sobre o tamanho da família de Bessie Smith. Os censos de 1870 e 1880 relatam três meios-irmãos mais velhos, mas esses relatórios estão em desacordo com as entrevistas que sua família e contemporâneos fariam posteriormente.
Ela era filha de Laura (Owens) Smith e William Smith. William Smith era um trabalhador e também era um sacerdote Batista (ele foi registrado no censo de 1870 como um ministro do evangelho, em Moulton, Alabama), que morreu antes de que Bessie pudesse se lembrar dele. Quando tinha 9 anos, ela perdeu a sua mãe também, e sua irmã mais velha Viola ficou encarregada de cuidar de seus irmãos e irmãs.
Como uma forma de ganhar dinheiro para sua família empobrecida, Smith e seu irmão Andrew começaram a se apresentar nas ruas de Chattanooga como um dueto, ela cantando e dançando, ele acompanhando no violão; sua localização preferencial era na frente do White Elephant Saloon entre as ruas Elm Thirteenth e Elm Street, no coração da comunidade afro-americana da cidade.
Em 1904, o mais velho de seus irmãos, Clarence, secretamente deixou a casa para se juntar a uma pequena trupe viajante de propriedade de Moisés Stokes. "Se Bessie tivesse idade suficiente, ela teria ido com ele", disse a viúva de Clarence, Maud. "Por isso ele partiu sem lhe avisar. Mas Clarence me disse que ela estava pronta, mesmo assim. É claro, ela era somente uma criança".
Em 1912, Clarence retornou para Chattanooga com a trupe de Stokes e arranjou uma audição para Bessie com seus empresários, Lonnie e Cora Fisher. Ela foi contratada como dançarina em vez de cantora, porque a companhia já incluía Ma Rainey.
No começo da década de 1920, Smith estrelou com Sidney Bechet em "How Come?", uma peça musical que chegou até a Broadway, e passou vários anos trabalhando fora do Teatro 81 em Atlanta, Geórgia, apresentando-se em teatros negros pela costa leste americana. Após um desentendimento com o produtor de "How Come?", ela foi substituída por Alberta Hunter e retornou para Filadélfia, onde residia. Lá, ela conheceu e se apaixonou por Jack Gee, um guarda de segurança com quem se casou em 7 de junho de 1923, exatamente quando as suas primeiras gravações eram lançadas pela Columbia Records. O casamento foi tumultuado, com infidelidades dos dois lados. Durante o casamento, Smith se transformou a atração principal no  circuito de teatros negros, apresentando um espetáculo que às vezes contava com mais de 40 artistas e fez dela a mais bem paga artista negra de sua época. Gee estava impressionado com o dinheiro, mas nunca se ajustou à vida de fama, e especialmente à bissexualidade de Smith. Em 1929, quando Smith soube sobre o affair de Gee com outra artista, Gertrude Saunders, ela acabou com o casamento, mas nunca realizou legalmente um divórcio. Smith afinal se uniu a um velho amigo, Richard Morgan, que era o tio de Lionel Hampton e era contrário ao seu marido. Bessie continuou com ele até morrer.

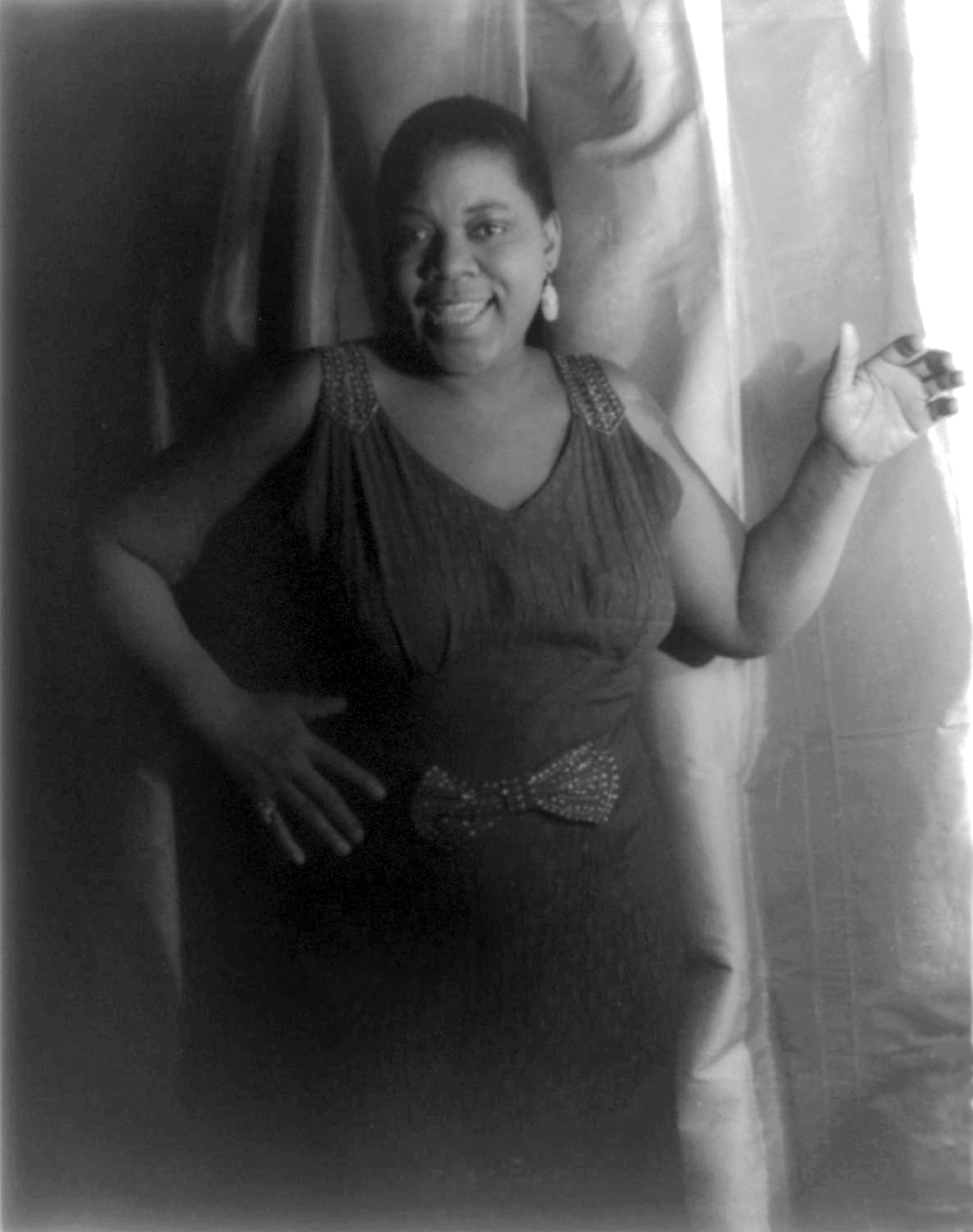
Retrato de Bessie Smith

## Carreira
Todos os relatos da época indicam que Ma Rainey não ensinou Smith a cantar, mas provavelmente ajudou-a a desenvolver a sua presença de palco. Smith começou a criar seu próprio show em torno de 1913, no teatro "81" em Atlanta. Em torno de 1920 ela estabeleceu uma reputação na região sul e ao longo da Costa Leste dos Estados Unidos.
Em 1920, os números de vendas da música "Crazy Blues," de Mamie Smith (sem parentesco), uma gravação da Okeh, apontava para um novo mercado. A indústria fonográfica nunca havia se direcionado ao público afro-americano, mas agora havia uma procura por cantores de blues. Smith foi contratada pela Columbia Records em 1923, quando a gravadora decidiu estabelecer uma série "gravações raciais".
Ela alcançou um grande sucesso com seu primeiro lançamento, uma mistura de "Gulf Coast Blues" e "Downhearted Blues", que sua compositora, Alberta Hunter, já havia transformado em um sucesso na Paramount Records. Smith se transformou a atração principal no circuito de teatros negros e acabou se tornando sua atração mais popular na década de 1920. Trabalhando sobre a agenda apertada do teatro durante os meses de inverno e fazendo turnês pelo resto do ano (eventualmente viajando em seu próprio vagão de trem), Smith se transformou na artista negra mais bem paga de sua época. A Columbia apelidou-a de "Rainha do Blues", mas uma jogada de marketing passou o título dela para "Imperatriz".
Ela fez cerca de 160 gravações para Columbia, muitas vezes acompanhada pelos melhores músicos de sua época, como Louis Armstrong, James P. Johnson, Joe Smith, Charlie Green e Fletcher Henderson.

### Broadway
A carreira de Bessie foi interrompida por uma combinação entre a Grande Depressão e a chegada do cinema sonoro, o que significou o fim do Vaudeville. Ela nunca parou de se apresentar, no entanto. Com o fim dos dias de Vaudeville, Smith continuou fazendo turnês e ocasionalmente cantando em clubes. Em 1929, ela aparece em um fracasso da Broadway chamado "Pansy".

### Filmes
Em 1929, Smith fez sua única aparição no cinema, estrelando o curta metragem chamado "St. Louis Blues", baseado na música de mesmo nome de W. C. Handy. No filme, dirigido por Dudley Murphy e filmado no bairro Astoria em Nova Iorque, ela canta a música título acompanhada pela orquestra de Fletcher Henderson, Hall Johnson Choir, o pianista James P. Johnson e um naipe de cordas, uma atmosfera musical radicalmente diferente de qualquer outra encontrado em suas gravações.

### A Era do Swing
em 1933, John H. Hammond pediu a Smith que gravasse quatro faixas pela gravadora Okeh, a qual tinha sido adquirida pela Columbia Records. Ele afirma tê-la encontrado na semiobscuridade, trabalhando como hostess em um "speakeasy" (local que vendia bebidas alcoólicas ilegalmente durante a lei seca nos Estados Unidos), na Avenida Ridge, na Filadélfia. Bessie Smith realmente trabalhou nessa rua, no Art's Café, mas não como hostess e não antes do verão de 1936. Em 1933, quando ela fez as faixas para Okeh, Bessie ainda estava em turnê, mas Hammond era conhecido por sua memória seletiva e enfeites gratuitos.
Bessie Smith recebeu US$ 37,50 (sem royalties) por cada gravação para Okeh, as quais são suas últimas gravações. Feitas em 24 de novembro de 1933, elas servem como um exemplo das transformações pelas quais suas apresentações passaram em seus últimos anos, quando ela estava determinada a mudar seu estilo blues para algo mais apropriado à Era do Swing, e são notáveis pelo acompanhamento relativamente moderno. A banda era formada por grandes músicos da Era do Swing como o trombonista Jack Teagarden, o trompetista Frankie Newton, o saxofonista tenor Chu Berry, o pianista Buck Washington, o guitarrista Bobby Johnson e o baixista Billy Taylor. Benny Goodman, que estava gravando com Ethel Waters em um estúdio próximo, fez uma pequena participação, mas é quase inaudível em uma gravação. Hammond não ficou totalmente satisfeito com o resultado das gravações, preferindo que Smith voltasse ao seu velho estilo blues, mas "Take me for a Buggy Ride" e "Gimme a Pigfoot" continuam entre suas gravações mais populares.

## Morte
Em 26 de setembro de 1937, Smith foi seriamente ferida em um acidente de carro enquanto viajava pela auto-estrada U.S. Route 61 entre Memphis, Tennessee, e Clarksdale, Mississippi. Seu amante, Richard Morgan, estava dirigindo. Pensa-se que ele pode ter dormido ao volante ou que calculou mal a velocidade de um caminhão lento que vinha a sua frente. Marcas de pneu encontradas no local sugerem que Morgan tentou evitar o caminhão dirigindo pelo seu lado esquerdo, mas atingiu a traseira do caminhão em alta velocidade. A porta traseira do caminhão arrancou o telhado de madeira do carro de Smith. Ela, que estava no banco do passageiro, provavelmente com o braço ou cotovelo para fora da janela, sofreu todo o impacto. Morgan escapou sem ferimentos sérios.
Uma das primeiras pessoas a chegarem no local foi um cirurgião de Memphis, Dr. Hugh Smith, e seu companheiro de pescaria Henry Broughton. No começo dos anos 1970, Dr. Smith apresentou um relato detalhado de sua experiência ao biógrafo de Bessie, Chris Albertson.
Após parar no local do acidente, Dr. Smith examinou Bessie Smith, que estava deitada no meio da estrada com ferimentos graves óbvios; ele estimou que ela tinha perdido algo em torno de um litro de sangue, e imediatamente notou um sério ferimento em seu braço direito, que tinha sido quase completamente cortado na altura do cotovelo. No entanto Dr. Smith enfatizou que o dano no braço dela sozinho não causou sua morte, e mesmo com a luz fraca do local, ele observou apenas pequenos ferimentos na cabeça. Ele atribuiu sua morte a lesões extensas e graves que esmagaram todo o lado direito de seu corpo, que era consistente com uma colisão lateral do automóvel.
Broughton e Dr. Smith moveram Bessie para o acostamento. Dr. Smith cobriu o ferimento do braço com um lenço limpo e então pediu a Broughton para caminhar até uma casa que ficava a aproximadamente 500 metros fora da estrada para chamar uma ambulância. Significativamente, nem o motorista do caminhão, que imediatamente saiu do local, nem o Dr. Smith fizeram qualquer tentativa de transporte eles mesmos de Bessie Smith para Clarksdale.
Quando Broughton retornou, haviam passado algo em torno de 25 minutos desde o acidente e Bessie estava em choque. Após algum tempo sem sinal da ambulância, Dr. Smith sugeriu que eles retirassem o equipamento do banco de trás de seu carro e levassem Bessie para Clarksdale em seu carro. Ele e Broughton estavam quase terminando de limpar o assento quando ouviram o som de um carro se aproximando em alta velocidade. Dr. Smith piscou os faróis de advertência, mas o carro que se aproximava não conseguiu parar e colidiu com o carro do médico, em alta velocidade.
O jovem casal no carro não havia se ferido gravemente e a ambulância chegou enquanto Dr. Smith os examinava. Quase simultaneamente, outra ambulância chegou ao local; essa, verificou-se, tinha sido chamada pelo motorista do caminhão, que (de acordo com Dr. Smith) teria dirigido até Clarkesdale para relatar o acidente.
Bessie Smith foi levada para o hospital afro-americano em Clarksdale, onde seu braço direito foi amputado. Ela não recuperou a consciência, e morreu naquela manhã. Após a morte de Smith, surgiu um boato dizendo que ela teria morrido por não ter sido admitida no hospital exclusivo para "brancos" em Clarksdale; o mito começou quando John Hammond em um artigo impreciso que apareceu na edição de novembro de 1937 da revista Down Beat. As circunstâncias da morte de Bessie e o rumor promovido por Hammond serviram de tema para uma peça de teatro de um ato feita por Edward Albee chamada The Death of Bessie Smith (A Morte de Bessie Smith).
Quando questionado sobre o assunto por Albertson, no entanto, Dr. Smith declarou que ele não acreditava que Bessie tenha sido levada a um hospital para brancos.
O velório de Bessie foi feito na Filadélfia em 4 de outubro de 1937. Seu corpo foi originalmente velado na casa funerária Upshur, mas como a notícia de sua morte se espalhou pela comunidade negra da Filadélfia, teve que ser movido para o O.V. Catto Elks Lodge para acomodar o público estimado de 10 mil pessoas que passaram na frente de seu caixão em 3 de outubro. Estiveram presentes cerca de sete mil pessoas, de acordo com os jornais da época. Um número bem menor de pessoas assistiram ao enterro no cemitério Mount Lawn, nas proximidades de Sharon Hill, Pensilvânia. Gee impediu todos os esforços para comprar uma lápide, uma ou duas vezes até embolsando o dinheiro arrecadado para esse propósito. A tumba continuou sem lápide até 7 de agosto de 1970, quando uma nova lápide foi colocada, paga pela cantora Janis Joplin e Juanita Green, que, quando criança, trabalhou como empregada doméstica para Smith.

## Premiações e reconhecimentos

### Salão da Grammy
As gravações de Bessie Smith foram adicionadas ao "Grammy Hall of Fame", uma premiação especial do Grammy estabelecida em 1973 para honrar gravações com ao menos 25 anos, e que tenham "importância qualitativa ou histórica."
| Bessie Smith: Grammy Hall of Fame Award |                     |                |           |                 |
| Ano da gravação                         | Título              | Gênero         | Gravadora | Ano da inclusão |
| 1923                                    | "Downhearted Blues" | Blues (Single) | Columbia  | 2006            |
| 1925                                    | "St. Louis Blues "  | Jazz (Single)  | Columbia  | 1993            |
| 1928                                    | "Empty Bed Blues"   | Blues (Single) | Columbia  | 1983            |

### Registro Nacional de Gravações
O single gravado por Smith "Downhearted Blues" foi incluído pela National Recording Preservation Board no "Registro Nacional de Gravações" da Biblioteca do Congresso dos Estados Unidos em 2002. O conselho escolhe músicas anualmente que sejam "cultural, histórica ou esteticamente significativas."
"Downhearted Blues" foi incluída na lista de Músicas do Século, feita pela Recording Industry Association of America e pelo "Fundo Nacional para as Artes" do governo americano em 2001, e também está no Salão da Fama e Museu do Rock and Roll como uma das 500 músicas que moldaram o rock 'n' roll.

### Inclusões em salões da fama
|                 |                                   |                             |  |  |
| Ano da inclusão | Categoria                         | Notas                       |  |  |
| 2008            | Nesuhi Ertegün Jazz Hall of Fame  | Jazz at Lincoln Center, NYC |  |  |
| 1989            | Grammy Lifetime Achievement Award |                             |  |  |
| 1989            | Rock and Roll Hall of Fame        | "Early influences"          |  |  |
| 1981            | Big Band and Jazz Hall of Fame    |                             |  |  |
| 1980            | Blues Hall of Fame                |                             |  |  |

### Selo postal comemorativo
|                   |                                  |                    |  |
| Ano do lançamento | Selo                             | Órgão Emissor      |  |
| 1994              | Selo comemorativo de 29 centavos | U.S. Postal Stamps |  |